# Aartsbisdom Winnipeg
Het aartsbisdom Winnipeg (Latijn: Archidioecesis Vinnipegensis) is een rooms-katholiek aartsbisdom met als zetel Winnipeg, in Canada. Het aartsbisdom maakt geen deel uit van een kerkprovincie, maar valt als immediatum direct onder de Heilige Stoel. Het heeft dan ook geen suffragane bisdommen. 

## Geschiedenis
Het aartsbisdom werd opgericht op 4 december 1915, uit delen van het aartsbisdom Saint-Boniface. 

## Parochies
Het aartsbisdom had in 2020 een oppervlakte van 116.405 km2 en telde 604.700 inwoners waarvan 27,5% rooms-katholiek was.

## Aartsbisschoppen
- Arthur Alfred Sinnott (9 december 1915 - 14 januari 1952)
  - Francis Ryder Wood (hulpbisschop: 11 mei 1940 - 1943; niet in bezit genomen)
  - Gerald C. Murray (coadjutor: 22 januari 1944 - 3 juni 1951)
- Philip Francis Pocock (14 januari 1952 - 18 februari 1961; coadjutor sinds 6 augustus 1951)
- George Bernard Flahiff (10 maart 1961 - 31 maart 1982)
- Adam Joseph Exner (31 maart 1982 - 25 mei 1991)
- Leonard James Wall (25 februari 1992 - 7 juni 2000)
- James Vernon Weisgerber (7 juni 2000 - 28 oktober 2013)
- Richard Joseph Gagnon (28 oktober 2013 - heden)